# روبرت كيد
روبرت كيد (بالإنجليزية: Robert Cade)‏ هو عالم وطبيب أمريكي، ولد في 26 سبتمبر 1927 في سان أنطونيو في الولايات المتحدة، وتوفي في 27 نوفمبر 2007 في غينزفيل في الولايات المتحدة بسبب قصور كلوي.

## النشأة والتعليم
ولد روبرت كيد في سان أنتوني بولاية تكساس في السادس والعشرين من سبتمبر من عام 1927. وهو من الجيل الرابع من سكان تكساس،
أظهر كيد اهتماما مبكرا بالرياضة واستطاع ان يقطع مسافة ميل جريا في أربع دقائق وعشرين ثانية أثناء دراسته بمدرسة براكينريدج العليا، وهو ما اعتبر رقما متميزا لطالب في المدرسة العليا في بدايات العقد الخامس من القرن العشرين. تخرج من مدرسة براكينريدج العليا عام 1945 ليلتحق ببحرية الولايات المتحدة حيث خدم هناك ثلاث سنوات بقسم الأبحاث الطبية البحرية الوحدة الرابعة بمدينة دبلن ولاية جورجيا (لمدة عام)، ثم على المدمرة الأمريكية غيرادي (عام ونصف) ثم روكستر. اكمل خدمته عام 1948 بتصنيف صيدلي فرقة ثالثة. بعد تخرجه من البحرية، التحق بجامعة تكساس، حيث أنهى دراسة اربع سنوات جامعية خلال عامين فقط ليحصل على البكالوريا عام 1950. وف
فم 1953 تزوج من ماري استراسبورج، ممرضة من دالاس بولاية تكساس، كان قد التقاها أثناء دراسته الطب. بعد حصوله على درجة الدكتوراة في الطب من جامعة تكساس الجنوب غربية عام 1954, أكمل تدريبه بمستشفى مدينة سانت لويس بولاية ميسوري ثم عمل طبيبا مقيما في مستشفى ميموريال باركلاند بدالاس،
وفي عام 1961، التحق بكلية الطب جامعة فلوريدا في جينيسفيل للعمل أستاذا مساعدا بقسم الأمراض الباطنة، تخصص الكلى.